# Asistența juridică în Statele Unite
Asistența juridică în Statele Unite diferă în funcție de domeniul de expertiză, drept penal sau drept civil. Asistența juridică penală, cu reprezentare în instanță, este garantată inculpaților în cadrul urmăririi penale (privind capetele de acuzare) care nu își pot permite angajarea unui avocat. Asistența juridică civilă nu este garantată de legi federale, ci este asigurată de o varietate de firme de avocatură care servesc interesului public și, de asemenea, de clinici juridice comunitare, în schimbul unor costuri reduse sau complet cu gratuitate.

## Asistența juridică în procese penale
În mai multe cazuri, Curtea Supremă din S.U.A. a hotărât că indivizii insolvabili au dreptul la consultanță, dar numai în cauze penale (vezi și cazul "Gideon v. Wainwright"). Guvernul federal și unele state dispun de barouri cu apărători din oficiu, dispuși sa apere inculpații indigenți, pe când alte state au dezvoltat sisteme de externalizare a activității, prin care sunt contractați avocați privați.

## Asistența juridică în procese civile
Asistența pentru cazurile civile este furnizată, în prezent, de o varietate de firme de avocatură, de interes public, și de clinici juridice comunitare, care deseori cuprind "asistență juridică" sau "servicii juridice" în titlul lor de prezentare. Astfel de întreprinderi pot impune un prag de venit/resurse, precum și restricții privind tipurile de cazuri pe care le pot prelua, deoarece întotdeauna există prea mulți potențiali clienți dar nu suficient capital. Cele mai des întâlnite cazuri includ: negarea sau privarea de beneficiile sociale, evacuările, violența domestică, statutul de imigrant, discriminarea.... Unele organizații de asistență juridică servesc drept consiliere externă unor organizații mici, nonprofit care nu dispun de un avocat intern.

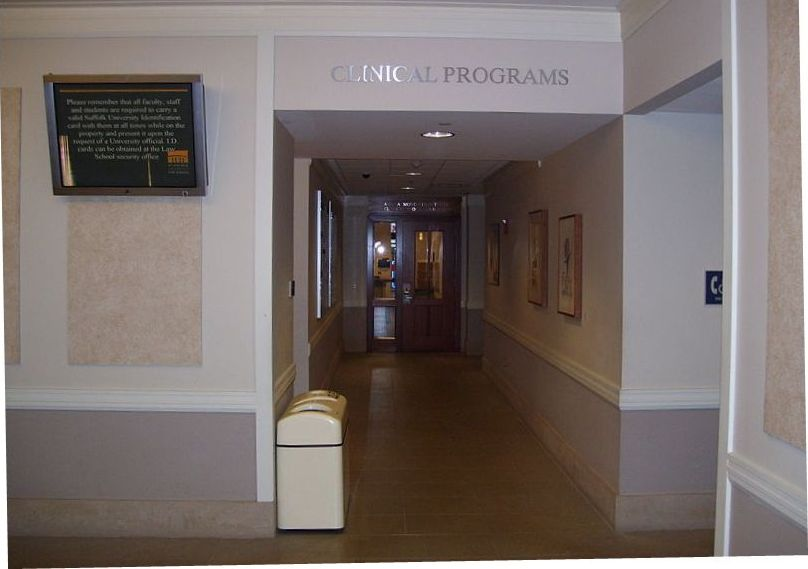

Cele mai obișnuite demersuri ale asistenței implică consiliere, negociere informală și reprezentare în audierile administrative, contrastând cu metodele tradiționale de rezolvare a litigiilor, pe calea instanței de judecată. Cu toate acestea, descoperirea unor nedreptăți grave sau repetate, care includ un număr mare de victime, justifica costul mai ridicat al litigiilor, având un impact major pe scară largă. Uneori se întreprind campanii de educație juridică și activități de reformă a legii. Finanțarea vine de obicei din partea guvernului federal,sub denumirea ”Legal Services Corporation” (LSC), a organizațiilor de caritate, a donatorilor privați și a unor guverne locale si statale. Organizațiile de asistență juridică care sunt finanțate de LSC oferă mai multe pachete de servicii și personal, pentru a furniza ajutor unui număr mai mare de clienți, dar trebuie, de asemenea, să respecte cu strictețe normele impuse de guvern, care necesită o monitorizare minuțioasă a timpului și interzice participarea la acțiunile colective (greve, demonstrații etc.) și de lobby. Multe organizații de asistență juridică refuză să primească finanțare din partea LSC pentru a continua să depună acțiuni colective și să întreprindă acțiuni de lobby în favoarea celor nevoiași. Multe organizații care furnizează servicii juridice civile depind de finanțarea din partea programului ”Interest on Lawyer Trust Accounts”. 
Cu toate acestea, chiar și în cazul unei finanțării suplimentare de la LSC, cuantumul atribuit asistenței juridice pentru cauzele civile este în continuare extrem de scăzut. Potrivit raportului publicat în 2005 "Documenting the Justice Gap in America: The Current Unmet Civil Legal Needs of Low-Income Americans", barourile de asistență juridică la nivel național, finanțate sa nu de LSC, sunt capabile să îndeplinească doar 20% din solicitările persoanelor cu venituri mici în UE.
Asistența juridică civilă a apărut încă din anii 1870. La începutul anilor '60 a apărut un nou tip de servicii juridice. Fundațiile, în special Fundația Ford, au început să finanțeze programe de servicii juridice pentru întreprinderile sociale.La baza acestor demersuri se afla teoria conform căreia serviciile juridice ar trebui să fie o componentă a unui efort global susținut pentru combatere sărăciei. În 1974, Congresul Statelor Unite ale Americii a creat ”Legal Services Corporation” (LSC) pentru a oferi finanțare federală serviciilor de asistență juridică civile.

### Pro bono
Problema subfinanțării cronice în asistența juridică ține prinsă clasa de mijloc inferioară într-o situație fără ieșire: prea bogat pentru a primi asistență juridică, prea sărac pentru a plăti un avocat privat. Pentru a remedia lipsa perpetua a serviciilor de asistență juridică, unii analiști au sugerat impunerea serviciilor pro bono, la fel cum medicii care lucrează în camerele de urgență trebuie să trateze toți pacienții, indiferent de capacitatea de plată. Cu toate acestea, majoritatea acestor reglementări au fost combătute cu câștig de cauză de asociațiile de avocatură. O excepție notabilă este Asociația Baroului ”Orange County” din Orlando, Florida, care solicită tuturor membrilor baroului să participe în cadrul Asociației de Asistență Juridică, fie că servesc în mod pro bono, fie că donează o taxă în locul serviciului. Chiar și atunci când serviciile pro bono sunt efectuate în mod obligatoriu, finanțarea asistenței juridice rămâne în continuare insuficientă pentru a oferi asistență tuturor celor care o solicită.

## Consiliere juridică în cazurile administrative
Câteva state (spre exemplu, California) au garantat, de asemenea, dreptul la consiliere juridică celor defavorizați în cazurile "cvasi-criminale" sau de drept administrativ, în situații precum decăderea din exercițiul drepturilor părintești și acțiuni în stabilirea filiației față de tată.

## Vezi și
- Avocat din oficiu

## Legături externe
- Legal Services Corporation (lsc.gov)